# راجان
راجان هي قرية في مقاطعة أرومية، إيران. عدد سكان هذه القرية هو 2,711 في سنة 2006.